# بوکاتونا (میسیسیپی)
بوکاتونا (به انگلیسی: Buckatunna) مکانی در ایالت میسیسیپی کشور ایالات متحده آمریکا است که جمعیت آن در سرشماری سال ۲۰۱۰ میلادی، ۵۱۶
نفر بوده‌است.